# Thouaret
Thouaret – rzeka we Francji, przepływająca przez teren departamentu Deux-Sèvres, o długości 51,9 km. Stanowi lewy dopływ rzeki Thouet.

## Geografia
Thouaret płynie w dorzeczu Loary. Powstaje z połączenia potoków Lavaud i Coudray na terytorium gminy Chanteloup, w pobliżu La Chapelle-Saint-Laurent, sześć kilometrów na południe od Bressuire. Prawie od początku zwraca się na północny wschód i taki kierunek utrzymuje przez resztę swojego biegu przez prawie 52 km. Uchodzi do Thouet (jako lewy dopływ) w Maulais, kilka kilometrów w miasta Thouars.

## Dopływy
- La Gatine
- La Joyette
- Le Fourreau

## Hydrologia
Thouaret nie ma dużego przepływu wody. Jego przepływ jest obserwowany od 1971 roku w Luzay, miasta położonego niedaleko ujścia do Thouet. Dorzecze rzeki wynosi 308 km².
Średni przepływ rzeki w Luzay wynosi 1,77 m³/s.